# Rusnok-kormány
A Rusnok-kormány egy parlamenti támogatás nélküli hivatalnokkormány volt, a független Cseh Köztársaság tizenkettedik kormánya. A kormányzat a cseh belpolitika egyik legnagyobb botránya következtében alakulhatott meg. Létrejöttében Milos Zeman államfő játszotta a főszerepet, aki rá akarta kényszeríteni az akaratát a parlamenti pártokra. A sikertelen 2013 augusztusi bizalmi szavazás után a Rusnok-kormány fél évig ügyvezető kormányként hivatalban maradt.

## A kormány története

### A politikai helyzet 2013 nyarán
A Nečas-kormányt 2013 nyarán a köztársaság addigi legnagyobb közéleti botránya buktatta meg. A parlament többségének támogatását a Nečas-kormány 2012 nyara óta csak a kormánypárti képviselőkkel kötött korrupciógyanús alkukkal volt képes biztosítani. Petr Nečas lemondása után (főként a Közügyek-LIDEM pártszakadás miatt) bizonytalan volt, hogy a parlamentben képes-e bármely párt egy kormányzóképes koalíciót összehozni. A Nečas kormánya mögött álló ODS, TOP 09 és LIDEM pártcsoport saját számításai szerint a 200 fős alsóházban 101 képviselővel rendelkezett, az ellenzéki pártoknak 99 képviselőjük volt. Árnyalja a képet, hogy a Nečas-kormányzás idején az ODS-ben, a Közügyekben és a LIDEM-ben is rendszeresen voltak a saját frakciójukkal szembeszálló képviselők, így a korrupciós botrány után a mindössze egyfős többség rendkívül szűknek tűnt. Kedvezőbb volt az ellenzéki szociáldemokraták helyzete. A párt népszerűsége 30% körüli volt, a jobboldali pártok népszerűsége megsínylette a korrupciós botrányt, így a szociáldemokraták egy előrehozott választás biztos győztesének érezhették volna magukat.
Zeman a kormányválság megoldásáról konzultációba kezdett a parlamenti pártok frakcióvezetőivel. A még érvényes koalíciós szerződéssel bíró ODS, TOP 09 és LIDEM úgy nyilatkozott, hogy koalíciójukat élőnek tekintik, miniszterelnök-jelöljük pedig a parlamenti alsóház ODS-es elnöke, Miroslava Němcova. A frakcióvezetők a találkozón kérték, hogy Zeman elnök őt nevezze ki miniszterelnöknek. A pártok 101 támogató aláírással ellátott ívet juttattak el Zeman elnökhöz, amelyen a parlamenti alsóház ODS-es elnökét, Miroslava Němcovát jelölték miniszterelnöknek. A 101 képviselői aláírás figyelmeztetés volt Zeman részére: a parlamentben a jobboldalnak többsége van, a jobboldallal szemben nem tudja érvényesíteni akaratát. A baloldali Zeman azonban más megoldást keresett. A cseh sajtóban olyan hír terjedt el, hogy Zeman korábbi közeli munkatársai közül akar miniszterelnököt választani, előbb Martin Pecin, majd  Jiří Rusnok neve vetődött fel. Június 25-én Zeman hivatala be is jelentette, hogy az államfő felkérte egy ún. hivatalnokkormány megalakítására Jiří Rusnokot. Az eset hatalmas felháborodást eredményezett a cseh parlamenti pártok között, mivel a kormánypártoknak saját jelöltjük volt, az ellenzék pedig előrehozott választást akart kikényszeríteni.

### Sikertelen bizalmi szavazás
Rusnok a megbízást vállalta és még aznap elkezdte az általa jelölt miniszterek bemutatását. A Rusnok-kormány a 2009-10 során működött (ügyvezető) Fischer-kormányon alapult. Jan Fischer korábbi miniszterelnök pénzügyminiszterként tért vissza a kormányba, Jan Kohoutot ismét külügyminiszternek, Martin Pecinát pedig újra belügyminiszternek jelölték. A jelöltek közül többen  szociáldemokrata pártból kiszakadt, Zeman elnököt támogató, de parlamenti képviselet nélküli SPOZ-hoz kötődtek, de nem voltak annak tagjai. A szociáldemokrata párt tagja volt az igazságügyi tárca élére érkező Marie Benešová, akit Sobotka pártelnök a jelölés kitudódásakor a pártból történő kilépésre szólított fel.
Az új kormány egyetlen párttagja a KDU-ČSL-hez kötődő új környezetvédelmi miniszter volt, aki korábban a Nečas-kormány környezetvédelmi tárcájánál miniszterhelyettesként praktizált. (A KDU-ČSL ekkor nem volt parlamenti párt, így Tomáš Podivínský pártháttere Rusnok kormányának támogató szavazatokat nem eredményezett.) A kormány névsora július elején vált véglegessé, a minisztereket Zeman államfő július 10-én nevezte ki.
A baloldali ellenzék legfőbb parlamenti ereje a szociáldemokrata párt volt. A ČSSD komoly kísérletet tett az előrehozott választások kikényszerítésére. A párt kezdeményezte a parlament önfeloszlatását és az új választások kiírását. Ez a javaslat a parlament többségét adó, de megroppant népszerűségű jobboldali pártoknak a politikai hajótörést jelentette volna. A július 17-én megvitatott javaslatot a koalíciós pártok elutasították, a szociáldemokraták, a kommunisták és a Közügyek 96 képviselője támogatta. A szociáldemokraták parlament-feloszlatási kísérlete kudarcba fulladt.
Ezek után Rusnok hozzálátott, hogy kormánya támogatásáról meggyőzze a képviselőket. Az elnök által kinevezett kormány teljes jogú kormányként tevékenykedhetett, ám a cseh alkotmány értelmében a megalakulását követő 30 napon belül a parlament bizalmi szavazását kellett kérnie. A bizalmi szavazás előtt a parlament frakcióinak álláspontja már ismert volt. Az ODS-TOP 09-LIDEM koalíció pártjai érvényesnek tekintették koalíciós szerződésüket, az államfő által kinevezett Rusnokra pedig a hatalmat bitorló, oktrojált kormányfőként tekintettek. Ugyanakkor a Zemannal szemben álló, a parlamentet néhány nappal korábban még feloszlatni akaró szociáldemokraták váratlanul bejelentették, hogy támogatni fogják Rusnok kormányát, így döntöttek a kommunisták és a korábban kormánypárti Közügyek is. A bizalmi szavazást 2013. augusztus 7-én tartották meg. Az ülésen megjelent Zeman elnök is, aki támogatásáról biztosította Rusnokat, a képviselőkkel pedig közölte, hogy nem nevez ki jobboldali kormányfőt, mivel nem akarja, hogy a minisztériumokat egy "börtöncellából irányítsák". Kijelentette, hogy ha a képviselők nem szavaznak bizalmat az általa a parlamenti többség ellenében kinevezett kormánynak, akkor is hivatalában hagyja a kormányfőt. Válaszukban a jobboldali képviselők a Rusnok-kormányt illegálisnak és Zeman elnök hatalmi eszközének nevezték. Rusnok kormányát 93 képviselő támogatta, a ODS-TOP 09-LIDEM koalíció 100 képviselője elutasította. Rusnok egy hét múlva benyújtotta lemondását az államfőnek, aki ígéretéhez híven hivatalában hagyta a kormányfőt.

### A parlament feloszlatása
Rusnok kormányának parlamenti bukása patthelyzetet eredményezett a belpolitikai porondon. A parlamenti frakciók képtelenek voltak többséget állítani egy kormány mögé, az államfő képes volt ugyan az elképzeléseit megvalósító kormányfőt kinevezni, viszont a kormányfő parlamenti támogatás híján nem tudta megvalósítani az államfő politikai akaratát.
A Rusnok-kormány megbuktatása után a jobboldali koalíciós pártok egyeztetésre ültek össze, ahol megállapították kormánykoalíciójuk megszűntét. A koalíció megszűnése után a TOP 09 elsasszézott volt koalíciós szövetségeseitől. A párt bejelentette, hogy a politikai válságból való kiutat csak az előrehozott választások jelenthetik. Javasolták, hogy a Képviselőház mondja ki saját feloszlását, megnyitván ezzel az utat az új választásokhoz. Az önfeloszlatás újból felvetődött gondolatát támogatta a szociáldemokrata párt és a kommunisták is, így az alsóházban a szükséges többségbe kerültek az új választást sürgető képviselők. A parlament rendkívüli ülését 2013. augusztus 20-ra hívták össze, az ülés egyetlen napirendi pontja az alsóház feloszlatásának kérdése volt. Az feloszlatást támogató pártoknak 140 fős többségük volt, a súlyos bukásra készülő ODS képviselői a szavazás előtt kivonultak az ülésteremből. A parlament 140 szavazattal kimondta saját feloszlását, az államfő pedig októberre kitűzte a választásokat.

### Intézkedések
A Rusnok kormány ügyvivőként működött, ennek ellenére több saját kezdeményezése is volt. A Nečas-kormány által bevezetett (az alkotmánybíróság által megsemmisített) 100 koronás kórházi napidíjat újra be akarták vezetni, egyúttal  60 koronára kívánták csökkenteni. A kormány egyik legfontosabb feladata a nyári árvízkatasztrófa kárainak mérséklése és felszámolása. Élénk diskurzust váltott ki Csehországban, hogy Rusnok a jobboldal felé tett gesztusként Václav Klaus korábbi államfő szlovák származású feleségét nevezte ki pozsonyi nagykövetnek. (Néhány hónappal korábban Klaus ex-elnök és Milos Zeman is komolyan összeveszett Schwarzenberggel, a Nečas-kormány külügyminiszterével, amikor az nem akarta a diplomáciai múlttal nem bíró Klausovát Pozsonyba kinevezni.) Rusnok-kormány a nagyköveti kar már több hónapja megakadt és elhúzódó cseréjét is befejezte.

## A kormány tagjai
| Tárca                            | Miniszter         | Párt    | Hivatali idő                        |
| -------------------------------- | ----------------- | ------- | ----------------------------------- |
| Miniszterelnök                   | Jiří Rusnok       |         | 2013. június 25. – 2014. január 29. |
| Pénzügy Miniszterelnök-helyettes | Jan Fischer       |         | 2013. július 10. – 2014. január 29. |
| Belügy Miniszterelnök-helyettes  | Martin Pecina     |         | 2013. július 10. – 2014. január 29. |
| Külügy                           | Jan Kohout        |         | 2013. július 10. – 2014. január 29. |
| Honvédelem                       | Vlastimil Picek   |         | 2013. július 10. – 2014. január 29. |
| Igazságügy                       | Marie Benešová    |         | 2013. július 10. – 2014. január 29. |
| Munka és szociális               | František Koníček |         | 2013. július 10. – 2014. január 29. |
| Ipar és kereskeedelem            | Jiří Cieńciała    |         | 2013. július 10. – 2014. január 29. |
| Egészségügy                      | Martin Holcát     |         | 2013. július 10. – 2014. január 29. |
| Oktatás, Ifjúság és Sport        | Dalibor Štys      |         | 2013. július 10. – 2014 január 29.  |
| Környezetvédelem                 | Tomáš Podivínský  | KDU-ČSL | 2013. július 10. – 2014. január 29. |
| Mezőgazdaság                     | Miroslav Toman    |         | 2013. július 10. – 2014. január 29. |
| Közlekedés                       | Zdeněk Žák        |         | 2013. július 10. – 2014. január 29. |
| Vidékfejlesztés                  | František Lukl    |         | 2013. július 10. – 2014. január 29. |
| Kultúra                          | Jiří Balvín       |         | 2013. július 10. – 2014. január 29. |